# Lokvarka (rijeka)
Lokvarka je rijeka ponornica u Gorskom kotaru. Duga je 5,176 km. Izvire sjeverno od Lokava. Osim Lokava protječe i kroz Homer i Sleme. Kod Homera se ulijeva u umjetno Lokvarsko jezero.